# I Amelusina R 51
I Amelusina R 51 (né le 25 février 2013) est un étalon de robe alezane inscrit au stud-book du KWPN, monté en saut d'obstacles par le cavalier français Simon Delestre.

## Histoire
I Amelusina R 5 naît le 25 février 2013 à l'élevage Stal Roelofs, situé à De Ham, aux Pays-Bas,. Il suit le cycle classique de saut d'obstacles en France, à l'âge de 5 ans (2018) et de 6 ans (2019), monté respectivement par Samy Colman et Sofian Misraoui.
Propriété du centre équestre de Solgne dans le département de la Moselle, il est confié au cavalier français de niveau international Simon Delestre.
Il remporte son tout premier Grand Prix au niveau 1,60 m à Riyadh en décembre 2023. Il participe aussi au CSIO de La Baule en 2024. Il est sélectionné pour une participation aux Jeux olympiques d'été de 2024, avec Simon Delestre, en raison de la blessure du cheval Cayman Jolly Jumper, qui était considéré comme sa meilleure option.

## Description

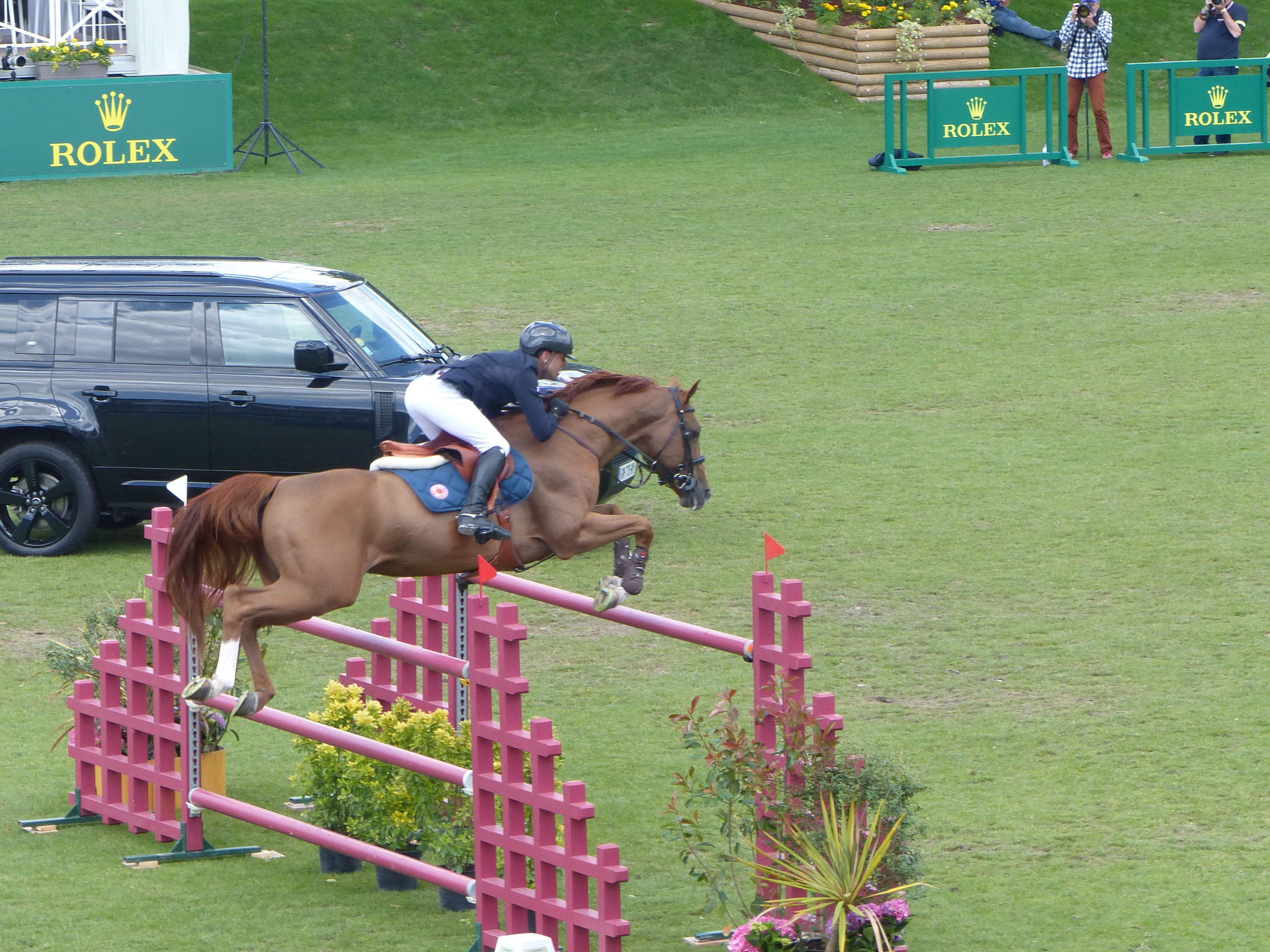
I Amelusina R 51 monté par Simon Delestre au Grand Prix du CSIO de la Baule de 2024.

I Amelusina R 51 est un étalon de robe alezane, inscrit au stud-book du KWPN,. Il mesure 1,70 m.

## Palmarès
Il atteint un indice de saut d'obstacles (ISO) de 176 en 2023.
- décembre 2023 : vainqueur du Grand Prix du CSI5*-W de Riyadh, à 1,60 m, avec Simon Delestre[9] ;
- janvier 2024 : second d'une épreuve à 1,45 m au CSI4* de Doha[10].
- Jeux olympiques 2024 :
  -  Médaille de bronze par équipes lors de la finale du saut d’obstacles des Jeux olympiques à Versailles

## Origines
I Amelusina R 51 est inscrit comme KWPN, il présente des origines essentiellement néerlandaises, et secondairement allemandes,. C'est un fils de l'étalon Dexter R, et d'une jument également néerlandaise, nommée B. Amelusina R 22, par l'étalon Holsteiner Chin Chin,.
Il présente 43,6 % d'origines Pur-sang d'après le calcul du site web Hippomundo.

## Descendance
Il est approuvé à la reproduction en KWPN et Zangersheide.